# سالفاتوري رينا
سالفاتوري رينا (بالإيطالية: Salvatore Riina)ـ المعروف أيضًا باسم توتو رينا (ولد في 16 نوفمبر 1930 - 17 نوفمبر 2017)، هو عضو سابق في المافيا في صقلية وأحد أقوى شخصيات المافيا في الثمانينات من القرن الماضي وهو أحد أعضاء عصابة المافيا الإجرامية التي أصبحت أقوى منظمة إجرامية القرن العشرين وحتى الآن. زميل له لقبه بالوحش بسبب طبيعته العنيفة، أو في بعض الأحيان بالقصير نظرًا لقصر قامته التي لا تتعدى 160 سم. خلال مسيرته في الجريمة يعتقد أنه قتل نحو أربعين شخصًا وأمر بقتل المئات.
خلال الثمانينات والتسعينات، خاض رينا حملة قاسية من العنف ضد عصابات متنافسة وضد الدولة والتي بلغت ذروتها في اغتيال رئيس النيابة العامة لمكافحة المافيا جيوفاني فالكوني وباولو بورسيلينو. بسبب فضحهم وتهديد العصابة وأدت إلى حملة كبيرة من قبل السلطات، مما أدى إلى اعتقاله وسجنه مع العديد من رفاقه.

## حياته
ولد وترعرع رينا في كورليون، وانضم إلى عشيرة المافيا المحلية في سن التاسعة عشرة من خلال ارتكاب جريمة، وقبع ست سنوات في السجن. في عام 1943 عثر والده على قنبلة أمريكية لم تنفجر في الحرب العالمية الثانية حاول أن يقوم بفصل البارود الموجود بها ولكن انفجرت فيه القنبلة فخسر رينا والده جيوفاني رينا وفرانسيس شقيقه (7 سنوات)، ومعه غايتانو شقيقه، وأصيب غايتانو توتو. بعد وفاة والده، ولكونه الأكبر سنا من اخوته أصبح يبلغ من العمر 13 عاما وهو على رأس الأسرة. خلال هذه السنوات التقى ب لوتشيانو ليجيو، الذي بادر به إلى سرقة حقل القمح وممارسة الابتزاز من خلال سرقة المال من المزارعين.